# Odžak (kanton bośniacko-podriński)
Odžak – wieś w Bośni i Hercegowinie, w Federacji Bośni i Hercegowiny, w kantonie bośniacko-podrińskim, w mieście Goražde. W 2013 roku pozostawała niezamieszkana.